# Rothschildia roxana
Rothschildia roxana är en fjärilsart som beskrevs av William Schaus 1905. Rothschildia roxana ingår i släktet Rothschildia och familjen påfågelsspinnare. Inga underarter finns listade.